# NGC 5023
NGC 5023 ist eine 12,1 mag helle Spiralgalaxie mit ausgeprägten Emissionslinien vom Hubble-Typ Sc im Sternbild Jagdhunde am Nordsternhimmel. Sie ist schätzungsweise 21 Millionen Lichtjahre von der Milchstraße entfernt und hat einen Durchmesser von etwa 30.000 Lichtjahren. Gemeinsam mit neun weiteren Galaxien bildet sie die NGC 5194-Gruppe (LGG 347).
Das Objekt wurde am 9. April 1787 von Wilhelm Herschel mit einem 18,7-Zoll-Spiegelteleskop entdeckt, der sie dabei mit „pB, mE sp-nf, nearly in the meridian, 5′ long, 0.75′ broad“ beschrieb.